# Rapasaari (ö i Södra Savolax, Nyslott, lat 62,11, long 29,24)
Rapasaari är en halvö i Finland. Den ligger i sjön Pyyvesi och i kommunen Nyslott i  landskapet Södra Savolax, i den sydöstra delen av landet, 300 km nordost om huvudstaden Helsingfors.